# Gustavo Charif
Gustavo Charif, de son vrai nom Gustavo Eduardo Charif al-Hâchim, né le 18 août 1966 à Buenos Aires, est un peintre, écrivain et réalisateur expérimental de caractère maniériste et bizarre.

## Biographie
Il se définit comme « apatride incarné ». En tant qu'« actionniste », il a effectué performances comme donner le prix « Charif d’Or » dans la porte du Musée National de Beaux-Arts de Buenos Aires (1997), ou la canonisation de Luce Moreau Arrabal comme « Sainte Lis » avant la façade occidentale de Notre-Dame, avec la présence du Collège de 'Pataphysique.
En 1997, le Musée d'Art Moderne de Buenos Aires organise la première rétrospective de ses courts-métrages expérimentaux. En 2000, il est l’unique sud-américaine parmi Roland Topor, Salvador Dalí, Olivier O. Olivier, à l’exposition « Kaléidoscopies : Arrabal et les artistes », organisée par le Musée Baron Gérard, de Bayeux. C’est aussi l’année où il fait la connaissance de Fernando Arrabal et d’Alejandro Jodorowsky.
En 2002, Arrabal et Milan Kundera invitent Charif pour faire les images de leur premier livre d’artiste ensemble (« Cartas », éd. Menú, Cuenca, de 40 exemplaires). La même année, avec l'exposition « Alchimie profane », s’édite le « Manifeste Incarné » et un livre de la Galerie Daniel Maman Fine Art avec avant-propos d’Arrabal et une lettre de Kundera.
En 2004, le Centro Cultural Borges organise la grande exposition Alexandrie.
En 2005, il est l'un des créateurs du mouvement « Infinilogy » (infinilogie), avec Andres Onna et Agares Graber.
Son premier long métrage, sorti en 2010, s'intitule The Reason. 
En 2012, il a représenté l'Argentine à la foire internationale Art Expo Malaysia.

## Citations
« Le don artistique n'est pas une bonne fortune périclitant dans la niche de verre. Borges, Macedonio, Xul Solar et Gustavo E. Charif forment le quadrige argentin de la Bonne Fortune. »

Fernando Arrabal, « La fortune des Argentins », L’Express du 31 janvier 2002.